# Пједилама (Асколи Пичено)
Пједилама (итал. Piedilama) насеље је у Италији у округу Асколи Пичено, региону Марке.
Према процени из 2011. у насељу је живело 109 становника. Насеље се налази на надморској висини од 828 м.